# Заледеевский сельсовет
Заледе́евский сельсове́т — сельское поселение в Кежемском районе Красноярского края Российской Федерации.
Административный центр — село Заледеево.

## Население
| 2010 | 2012  | 2013  | 2014  | 2015  | 2016  | 2017  |
| ---- | ----- | ----- | ----- | ----- | ----- | ----- |
| 1422 | ↘1404 | ↘1251 | ↗1269 | ↗1284 | ↘1250 | ↘1226 |

## Состав сельского поселения
| № | Населённый пункт | Тип населённого пункта       | Население |
| - | ---------------- | ---------------------------- | --------- |
| 1 | Заледеево        | село, административный центр | ↗1167     |
| 2 | Климино          | деревня                      | ↘192      |
| 3 | Чадобец          | деревня                      | ↘63       |

## Местное самоуправление
Заледеевский сельский Совет депутатов
Дата избрания: 14.03.2010. Срок полномочий: 5 лет. Количество депутатов:  10
Глава муниципального образования
- Кузьмина Любовь Анатольевна. Дата избрания: 31.03.2017. Срок полномочий: 5 лет